# 勇闖毒龍潭
《勇闖毒龍潭》是1988年香港電視廣播有限公司出品的一部電視電影 ，由李鼎倫執導，萬梓良、黎明、吳鎮宇、楊寶玲、杜德偉、陳雅倫等演出，於1988年12月10日在無綫電視翡翠台播出。

## 劇情介紹
劇情講述林子俊與May是一對夫妻，過著安定的生活，有一天他們偶然目擊香港和泰國毒販尋仇殺人的事件，May更被人殺害滅口，林子俊既傷心又憤怒，決定追查事件真相，找兇手報仇。楚留華是林子俊的好友，他查出殺人事與泰國的毒販金老大有關，在好友雷森的協助下，林子俊和楚留華一起前往泰國追事件真相，由此展開了一段驚險的生死故事。

## 主要角色
- 黎明－楚留華
- 萬梓良－林子俊
- 吳鎮宇－羅阿勇
- 楊寶玲－May
- 杜德偉－雷森
- 陳雅倫－Jenny

## 製作人員
- 髮型：陳文輝、吳建雄
- 配樂：黃嘉倩
- 攝影：鍾國強、陳天榮、何永全、何潔強
- 美術：陳占明、張健華
- 剪接：黃劍光
- 服裝：趙國信、謝鳳儀
- 燈光：陳耀寧、江活強、文詠琪
- 化妝：陳文輝、梁少碩
- 助理指導：易天雄、李恆
- 動作設計：元彬
- 導演：李鼎倫
- 副導演：陳淑良
- 編劇：梁詠梅
- 監製：鄧偉雄